# Cœur de Voh
Le Cœur de Voh est une formation végétale naturelle de la commune de Voh, au nord-ouest de la Grande Terre de Nouvelle-Calédonie. Il s'agit d’une clairière naturelle de quatre hectares dans la mangrove bordant le lagon calédonien, ce qui en fait un tanne tout à fait classique à ceci près qu'il a, vu d'en haut, la forme d'un cœur stylisé.

## Médiatisation
Le Cœur de Voh est rendu célèbre dès 1990 par une photographie de Yann Arthus-Bertrand, dont la popularité s'est accrue lors de sa parution en 1999 sur la couverture de son livre La Terre vue du Ciel. Depuis, ce paysage est réapparu sur de nombreux supports, notamment dans le magazine Géo en février 2008.

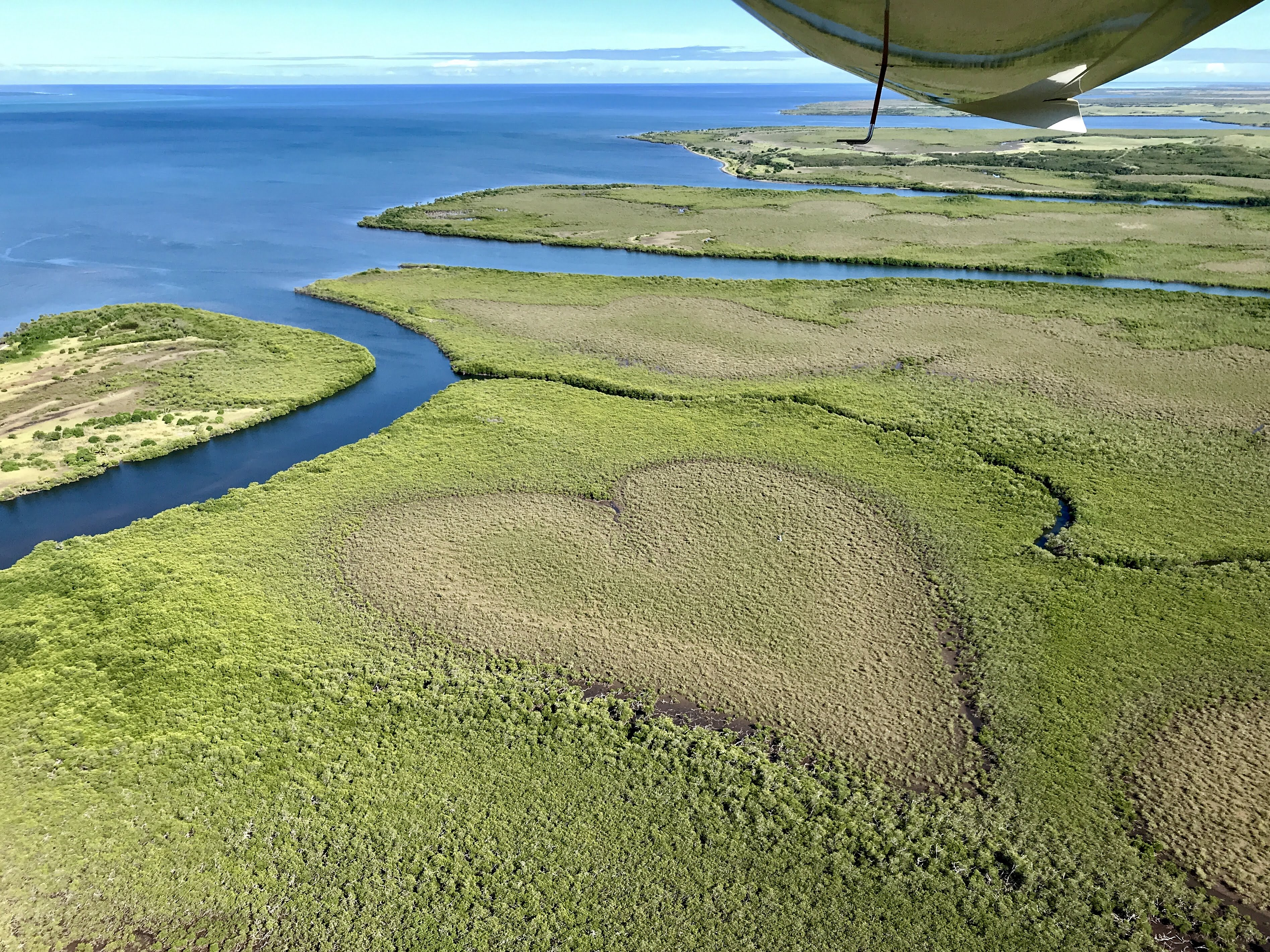
Le Cœur de Voh partiellement végétalisé en 2019.

## Notes et références

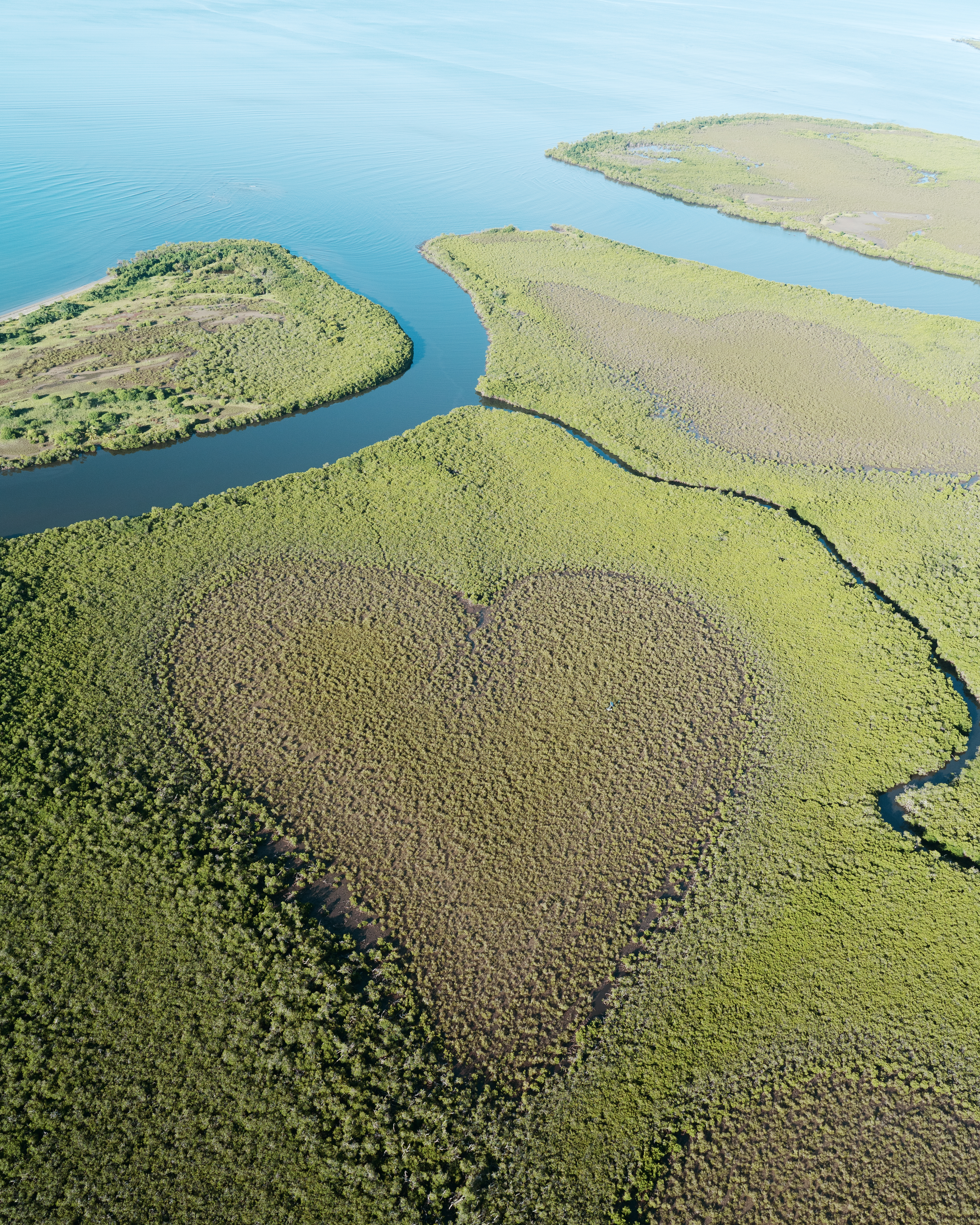
Vue aérienne du Cœur de Voh en février 2022